# Мінезіші

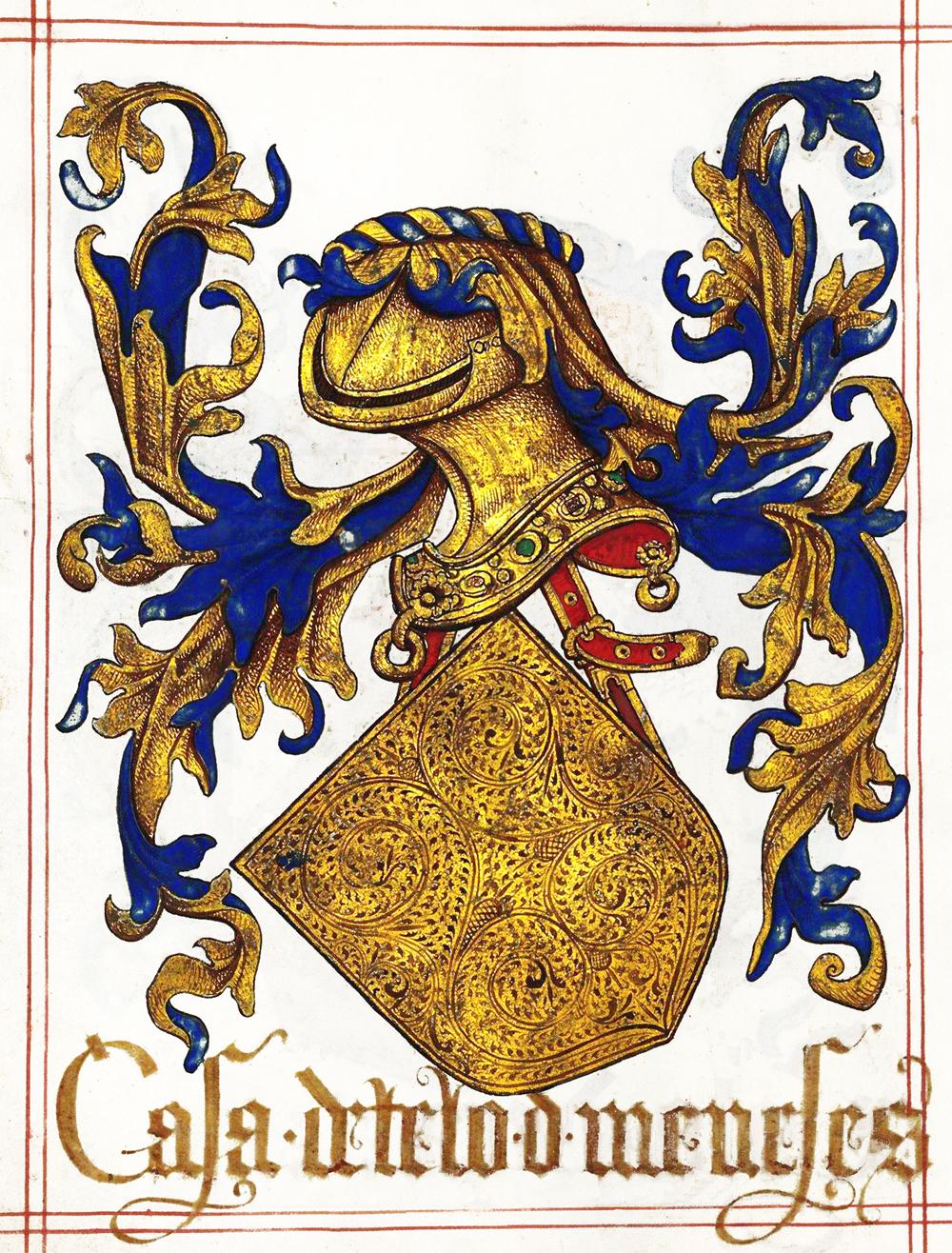
Герб Мінезішів (де Тело де Мінезіш), графів Кантаньєдських («Livro do Armeiro-Mor», 1509)

Міне́зіш (порт. Meneses, Menezes, МФА: [mɨ.ˈne.zɨʃ]) — португальський шляхетний рід леонського походження. Один із найстаріших і найшляхетніших родів цілого Піренейського півострова. Декілька португальських віце-королів Індії є представникам цього дому. Родове ім'я походить від маєтку в іспанському селі Менесес (португальською — Мінезіш) в провінції Ла-Манча. Бічна гілка іспанського роду Менесесів. Первісно були васалами леонського короля Фруели II; перша згадка — 1063 рік, Діого Родрігес, астурійський герцог й леонський вельможа. Його нащадок — Альфонсо Телло де Менесес (Менесеський), володар Вальядоліда і Менесеса, що був одружений із Тереєю, донькою португальського короля Саншу I. Син Альфонсо, Хуан Афонсо де Менесес одружився із донькою Лопу Фернандіша Пашеку, володаря Ферейри-де-Авіш; він був батьком Афонсу Теллу де Мінезіш, графа Віанського, від якого походять португальські гілки дому — графський дім Менезішів-Віанських, а також герцоги Віла-Реалські, графи Тароцькі, маркізи Пеналвські й Алегретські, та багато інших. Герб — золотий щит. Також — Мене́сес, Мене́зеш, Мене́зеські (порт. de Meneses, Menezes).

## Герби

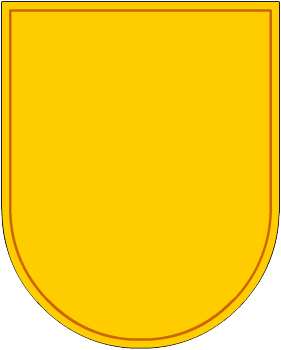
Старий герб
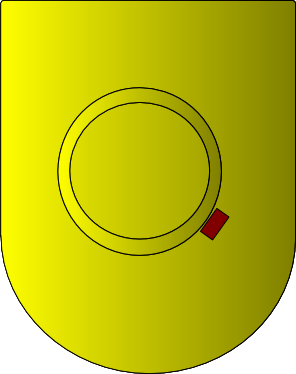
Новий герб
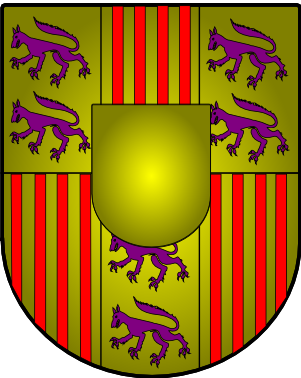
графи Тароцькі
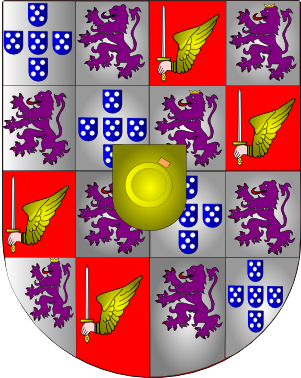
герцоги Терсейрівські
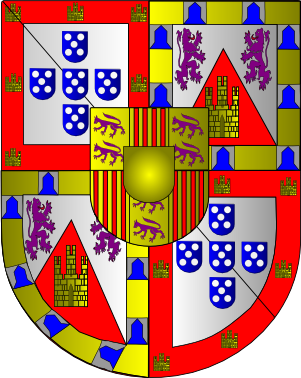
герцоги Віла-Реалські
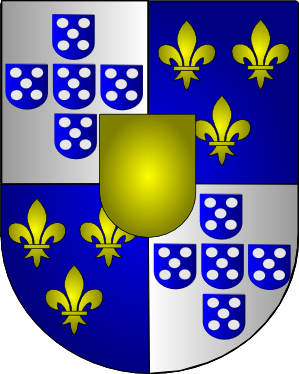
маркізи Маріалвські

## Представники
- Леонора Телеш де Міне́зіш — королева Португалії.
- Беатриса да Сілва-Мінезіш (1424—1492) — свята Римо-Католицької церкви.
- Дуарте де Мінезіш (до 1488 — після 1539) — губернатор португальського Танжеру (двічі: в 1508—1521 і 1536—1539 роках) і губернатор Португальської Індії (1522—1524 рр.).
- Жоржі де Мінезіш (бл. 1498 —1537) — португальський мореплавець і дослідник.
- Алейшу де Мінезіш (радник) (?—1569) — наставник короля Себаштіана.
- Антоніу Луїш де Мінезіш (1596—1675) — генерал, 1-й маркіз Маріалвський, 3-й граф Кантаньєдський.

## Родинні зв'язки
- Португальський Бургундський дім
  1. Фернанду I (1345—1383), король Португалії (1367—1383) ∞ Леонора (1350—1386), донька португальського вельможі Мартіна